# Sounds of Nonno
Sounds of Nonno är ett svenskt elektronicaband med bas i Stockholm.
Under 2010 släpptes på eget initiativ den självbetitlade skivan Sounds of Nonno.
I maj 2011 släppte Sounds of Nonno EP:n The Crush på skivbolaget Jämmerdosa. EP:n gästades av sångarna Jenny Wahlström, Terese Fredenwall och Fredric Johansson. EP:n genererade en del uppmärksamhet utomlands och titellåten The Crush beskrevs av musikjournalisten Michael Cragg på hans blogg på tidningen The Guardian som "a stunning mix of intricately programmed beats and bleeps that jerk and jolt in all the right places, the childlike vocals lending it a sweet pop edge".